# Бочеров, Валерий Юрьевич
Валерий Юрьевич Бочеров (бел. Валерый Юр’евіч Бачароў; род. 10 августа 2000, Минск) — белорусский футболист, полузащитник клуба «Урал» и национальной сборной Беларуси.

## Клубная карьера

### БАТЭ

#### Начало карьеры
Воспитанник футбольной академии минского «Динамо». Первым тренером футболиста был Александр Козейко. В составе минского клуба футболист пробыл до 12 лет, откуда затем перебрался в борисовский БАТЭ. В возрасте 15 лет футболист получил разрыв крестообразных связок, из-за чего в общей сложности остался без футбола на полтора года. В 2018 году футболист стал выступать за дублирующий состав борисовчан.

#### Аренда в «Смолевичи»
В сентябре 2020 года футболист на права арендного соглашения присоединился к «Смолевичам» до конца сезона. Дебютировал за клуб 18 сентября 2020 года в матче против брестского «Руха», выйдя на поле в стартовом составе. Футболист сразу же закрепился в основной команде клуба, став ключевым игроком, однако результативными действии не отличился. По итогу сезона вместе с клубом футболист занял последнее место в чемпионате, тем самым вылетев в Первую лигу. По окончании срока арендного соглашения футболист покинул клуб.

#### Аренда в «Слуцк»
В январе 2021 года футболист проходил просмотр в «Витебске», однако не подошёл клубу. В феврале 2021 года футболист на правах арендного соглашения присоединился к «Слуцку» до конца сезона. Дебютировал за клуб 14 марта 2021 года в матче против борисовского БАТЭ, выйдя на поле в стартовом составе. Дебютный гол за клуб футболист забил 29 апреля 2021 года в матче против брестского «Динамо». На протяжении всего сезона футболист был одним из ключевых игроков клуба, отличившись забитым голом и 2 результативными передачами. В декабре 2021 года футболист по окончании срока арендного соглашения покинул клуб.

#### Сезон 2022
В марте 2022 года продлил контракт с БАТЭ до 2023 года. Новый сезон начал 5 марта 2022 года с победы в Суперкубке Беларуси, где в финале борисовчане переиграли «Шахтёр». Прошёл в полуфинал Кубка Беларуси, одолев «Торпедо-БелАЗ». В чемпионате за клуб дебютировал 20 марта 2022 года против мозырьской «Славии». Свой первый гол за клуб забил 16 апреля 2022 года против солигорского «Шахтёра». По версии АБФФ стал лучшим игроком 4 тура Высшей Лиги 2022 года. Вместе с клубом в июле 2022 года отправился на квалификационные матчи Лиги конференций УЕФА. Дебютировал в еврокубковом матче 21 июля 2022 года против турецкого «Коньяспора». Однако по сумме 2 матчей турецкий клуб оказался сильнее и футболист вместе с БАТЭ покинул этап квалификаций. По ходу сезона сам игрок был одним из ключевых в основной команде клубе, закрепив за собой роль основной опорного полузащитника. Всего в свой актив футболист записал по голу и результативной передаче.

#### Сезон 2023
В январе 2023 года футболист вместе с клубом продолжил готовиться к новому сезону. Первый матч за клуб сыграл 4 марта 2023 года в рамках Кубка Беларуси против бобруйской «Белшины». Вышел в полуфинал Кубка Беларуси, победив бобруйский клуб 11 марта 2023 года в ответном четвертьфинальном матче. Первый матч в чемпионате сыграл 18 марта 2023 года против «Гомеля». Первый гол в сезоне забил 29 апреля 2023 года в матче против «Сморгони». По итогу полуфинальных матчей Кубка Беларуси обыграл гродненский «Неман» и вышел в финал. Стал серебряным призёром Кубка Беларуси, где в финале 28 мая 2023 года уступил жодинскому «Торпедо-БелАЗ». В июле 2023 года футболист вместе с клубом отправился на квалификационные матчи Лиги чемпионов УЕФА. Первый матч в рамках еврокубкового турнира сыграл 11 июля 2023 года против албанского клуба «Партизани». Во втором квалификационном раунде футболист с клубом по сумме матчей уступил кипрскому «Арису» и отправился выступать в квалификации Лиги Европы УЕФА. В рамках квалификаций Лиги Европы УЕФА вместе с клубом уступил молдавскому «Шерифу» и выбыл в квалификационный раунд плей-офф Лиги конференций УЕФА. В квалификационном раунде плей-офф Лиги конференций УЕФА футболист вместе с клубом уступил по сумме матчей косоварскому «Балкани» и закончил еврокубковую компанию. В сентябре 2023 года президент российского клуба «Урал» сообщил об интересе к футболисту. Однако сам футболист остался в борисовском клубе, также со слов агента к игроку проявляли интерес израильские и турецкие клубы. На протяжении сезона футболист был ключевым игроком борисовского клуба, отличившись 3 забитыми голами и 3 результативными передачами во всех турнирах. В декабре 2023 года футболист сообщил, что покидает клуб. Вскоре футболист официально покинул борисовский клуб.

### «Урал»
В декабре 2023 года появилась информация, что футболист станет игроком российского «Урала». В январе 2024 года футболист официально присоединился к российскому клубу, с которым подписал контракт до лета 2027 года. Дебютировал за клуб 2 марта 2024 года в матче против клуба «Ахмат», выйдя на поле в стартовом составе. В сезоне-2024/25 включался в заявку команды во всех девяти матчах чемпионата, однако ни разу не появился на поле.
В сентябре 2024 года перешел в «Уфу» на правах аренды. Дебютировал за новый клуб 15 сентября 2024 года, в 10-м туре ФНЛ против «Родины», выйдя на замену на 69-й минуте. В июне 2025 года расстался с клубом по окончании арендного соглашения. В сезоне-2024/25 провел за «Уфу» 22 официальных матча и набрал в них 6 (1+5) результативных баллов.  

## Карьера за сборную
2 сентября 2021 года дебютировал за молодежную сборную Беларуси, отыграв все 90 минут в матче квалификации на чемпионат Европы 2023 против Исландии (1:2).
В мае 2022 года был вызван в национальную сборную Беларуси. Дебютировал за сборную 3 июня 2022 года в матче Лиги наций УЕФА против Словакии.
5 июня 2025 года забил дебютный гол за сборную Беларуси, дальним ударом на 31-й минуте в товарищеском матче со сборной Казахстана, проходившем на «Борисов-Арене».

## Статистика
| Сезон    | Дивизион | Клуб      | Страна        | Матчи | Голы |
| -------- | -------- | --------- | ------------- | ----- | ---- |
| 2018     | дубль    | БАТЭ      | Флаг Беларуси | 21    | 2    |
| 2019     | дубль    | БАТЭ      | Флаг Беларуси | 12    | 1    |
| 2020 (1) | дубль    | БАТЭ      | Флаг Беларуси | 15    | 1    |
| 2020 (2) | Д1       | Смолевичи | Флаг Беларуси | 7     | 0    |
| 2021     | Д1       | Слуцк     | Флаг Беларуси | 24    | 1    |

## Достижения
БАТЭ
- Обладатель Суперкубка Беларуси: 2022